# Ла Вента (археолошко налазиште)
Ла Вента (енгл. La Venta), археолошко налазиште у држави Веракруз, Мексико, место старе престонице Олмека. Постала је важно олмечко место после напуштања Сан Лоренса, око 900. године пре нове ере.

## Историја

### Успон и пад
Ла Вента је била верски центар цивилизације Олмека у средњем прекласичном периоду мезоамеричке историје (1200-400. године пре нове ере). Врхунац развоја достигла је између 900. и 500. године пре нове ере, након напуштања старије престонице, Сан Лоренсо. Насеље Ла Вента основано је око 1000. године пре нове ере, на брегу окруженом ниским плавним земљиштем. Током средњег прекласичног периода њено становништво се постепено повећавало захваљујући природним богатствима (риболов, сакупљање плодова и лов) и богатим пољопривредним приносима. Место је било велико и комплексно, са значајним имовинским и статусним разликама мећу становништвом. Постојала је стамбена архитектура (на хиљаде кућа), као и јавне грађевине на великим земљаним платформама, бар једна мртвачница и разни јавни споменици (олтари, тронови, стеле и колосалне главе), направљени од вулканског камена допремљеног издалека. Егзотична добра су доношена из Мексичке котлине и гватемалске висоравни (опсидијан), долине Морелос (каолинит), долине Монтагва у Гватемали (жад), али и централних долина Оахаке (магнетит), пацифичке обале Чијапаса и Гватемале (какао) и виших мајанских предела (перје кецала) и других места одакле су стизали со, тканина, вулкански пепео и базалт. Ова роба била је обележје друштвеног статуса, и олмечке вође су је делиле савезницима и вазалима. Неки аутори сматрају да је колапс олмечких престоница последица прекида трговине и недостатка увозне робе.

### Архитектура
Ла Вента је изграђена дуж правца север-југ са неколико јасно дефинисаних грађевинских комплекса. Комплекс А састоји се од два симетрична дворишта омеђена земљаним хумкама, са два простора окружена базалтним стубовима. У овом комплексу пронађени су закопани жртвени дарови (блокови жада и серпентина, обредне секире и фигурице од зеленог камена са деформацијом лобање на потиљку). Комплекс Б се састоји од неколико земљаних хумки и једне велике платформе назване Акропољ Стерлинг. Комплекс Ц садржи Велику хумку Ла Вента, високу 30 метара и пречника 130 метара, направљену од набијене земље, која представља највећу мезоамеричку грађевину средњег прекласичног периода. Комплекс Е садржи остатке стамбених објеката, а комплекси Д, Г и Х имали су јавне и административне функције.
Ла Вента је имала неколико сателитских насеља са земљаним платформама и појединим већим грађевинама, смештеним на острвцима, обалама река и језера. Такође је било насеобина ниже хијерархије у којима је живео обичан народ.